# (5848) Harutoriko
(5848) Harutoriko (1990 BZ1) – planetoida z pasa głównego asteroid okrążająca Słońce w ciągu 4,33 lat w średniej odległości 2,65 j.a. Odkryta 30 stycznia 1990 roku.